# Кутолин, Алексей Иванович
Алексей Иванович Кутолин (26 марта 1905, Томск — 22 сентября 1963, Новосибирск) — советский работник промышленности, главный инженер Новосибирского завода редких металлов (1955—1961), лауреат Государственной премии СССР (1951).

## Биография
Родился 26 марта 1905 года в Томске. Из семьи рабочих. В 1930 году окончил Томский технологический институт, c 1930 по 1932 заведовал химической лабораторией в Минусинске. Возглавил химическую лабораторию Туимской обогатительной фабрики, а в 1936 году стал руководителем аналитической лаборатории «Сибгиредмета».
С началом войны отправился на фронт добровольцем и служил до её завершения.
После возвращения из армии работал на Новосибирском заводе редких металлов: начальником цеха, отдела исследовательских работ (1947—1952), технического отдела (1952—1955) и главным инженером (1955—1961).
Содействовал установлению контактов с научными учреждениями. Получил пять свидетельств на изобретения.
Был членом городского совета Новосибирска.
Похоронен на Заельцовское кладбище Новосибирска (квартал 16н).

## Награды
Удостоен ордена Красной Звезды и медалей.
В 1951 году за развитие новой методики извлечения лития, освоенной в производстве со значительным экономическим результатом, получил Государственную премию СССР.